# Platenwarmtewisselaar

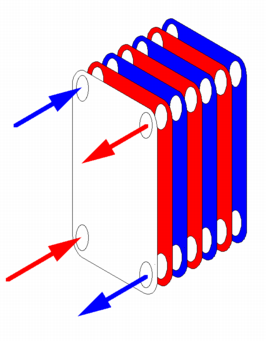
Schematische weergave stroming in platenwarmtewisselaar

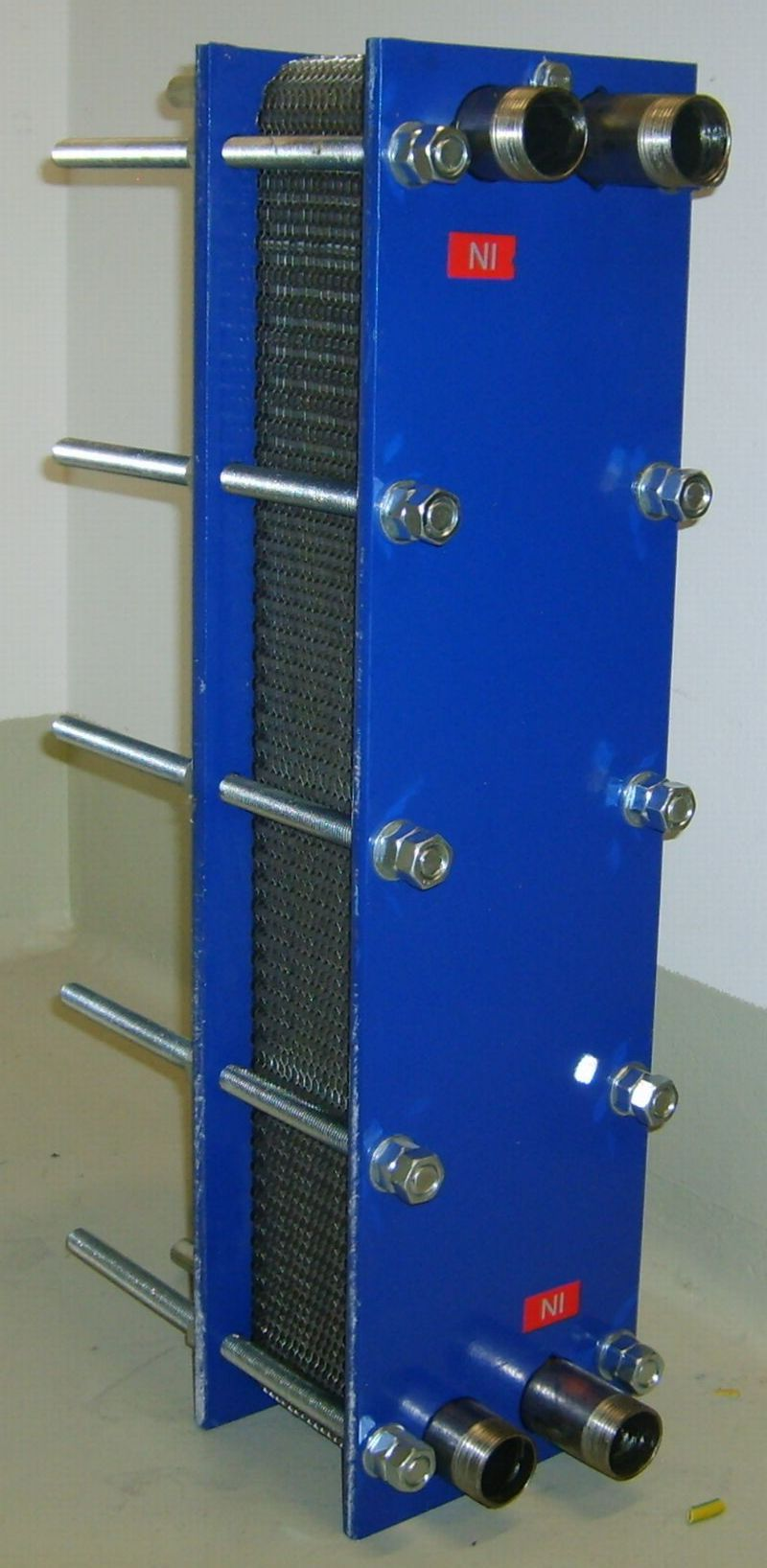
Platenwarmtewisselaar. De platen van dun roestvrij staal zijn opgesloten tussen twee dikke eindplaten (blauw) die met trekstangen tegen elkaar getrokken worden.

Een platenwarmtewisselaar is een specifiek type warmtewisselaar. Een platenwarmtewisselaar bestaat uit een aantal dunne, geribbelde platen. Deze platen worden tegen elkaar aangedrukt in een frame, waarbij de randen van de platen zijn voorzien van een pakking of waarbij de platen aan de randen aan elkaar worden gelast. Op deze manier ontstaan parallelle kanalen tussen de platen. De ene vloeistof wordt door de even kanalen geleid, terwijl de andere vloeistof door de oneven kanalen wordt geleid. Als er een temperatuurverschil bestaat tussen de twee vloeistoffen, zal warmte door de platen heen van de warme vloeistof naar de koudere vloeistof worden overgedragen.
Platenwarmtewisselaars worden in veel bedrijfstakken gebruikt, zoals de chemische industrie, de voedingsmiddelenindustrie en de scheepvaart.
De platenwarmtewisselaar werd in 1923 uitgevonden door Dr Richard Seligman. De grootste fabrikant van platenwarmtewisselaar is het Zweedse bedrijf Alfa Laval. Gustaf de Laval (1845 – 1913) richtte Alfa Laval in 1883 op. Hij ging de platenwarmtewisselaar gebruiken om melk te pasteuriseren. Bij andere typen warmtewisselaars ondervond hij vaak dat de melk aanbrandde, omdat de wandtemperatuur te hoog was. Bij een platenwarmtewisselaar is de stroming van de vloeistof echter zeer turbulent, zodat er een goede warmteoverdracht plaatsvindt en de wandtemperatuur niet zo hoog hoeft te zijn.
Platenwarmtewisselaars kunnen worden gebruikt om vloeistoffen te verwarmen of te koelen, om vloeistoffen te verdampen en om dampen te condenseren.
Platenwarmtewisselaars (met name de kopergesoldeerde variant) worden ook gebruikt in de zogenaamde "combiketel".

## Varianten
De platenwarmtewisselaar, die origineel altijd elastische pakkingen bevatte, heeft in de loop der tijd heel wat ontwikkelingen doorgemaakt. Een variant was dat alle pakkingen werden vervangen door een las, zodat de platenwarmtewisselaar hogere drukken en temperaturen aankon, maar ook chemisch agressieve media geen probleem vormden. Een nadeel is echter dat zo'n wisselaar niet geopend kan worden voor reiniging. Deze gelaste variant heeft nog steeds de dikke eindplaten en ziet er qua uiterlijk niet echt anders uit dan de originele platenwarmtewisselaar.
Bepaalde fabrikanten, zoals het Franse Vicarb (later overgenomen door het Zweedse Alfa Laval) brachten echter een volledige gelaste platenwarmtewisselaar op de markt onder de naam Compabloc, waarbij vierkante, geribbelde, op elkaar gestapelde plaatjes die steeds om en om worden gelast, zodat kruiselingse kanalen ontstaan. Deze platen kunnen in bijna ieder denkbaar metaal gemaakt worden, mits zij in een ribbelpatroon geperst kunnen worden. Dit type wisselaar bleek naderhand uitermate geschikt als reboiler en als condensor. Inmiddels wordt dit type wisselaar door veel meer leveranciers geproduceerd, zoals Vitherm in Frankrijk, Kelvion in Duitsland en LHE in Zuid-Korea.
Weer een andere plaatvormige warmtewisselaar is afkomstig van de Franse fabrikant Barriquand. 
De Finse fabrikant Vahterus produceert een gelaste platenwarmtewisselaar met ronde platen in een ronde mantel (in de industrie bekend onder de Engelse term Plate & Shell Heat Exchanger, afgekort PSHE). Het voordeel hiervan is dat een ronde mantel eenvoudiger bestand gemaakt kan worden tegen hogere drukken. En door de ronde vorm is dit type ook beter bestand tegen drukschommelingen en temperatuurschommelingen. Het type met openingsmogelijkheid heeft een verwijderbare dekplaat, zodat het platenpakket kan worden verwijderd, bijvoorbeeld voor reiniging.